# Bhaichung Bhutia
Bhaichung Bhutia (Tinkitam, 15 december 1976) is een Indiaas voetballer die speelde als aanvaller. Hij draagt de bijnaam Sikkimese Sniper vanwege zijn schietvaardigheden.
Bhutia kwam vier periodes uit voor de Indiase club East Bengal, waar hij zijn carrière begon. Toen hij in 1999 aan de slag ging bij het Engelse Bury, dat destijds uitkwam op het derde niveau, werd hij de tweede Indiase voetballer die professioneel in Europa ging spelen, na Mohammed Salim in de jaren 30. Hierna keerde hij terug naar India en speelde hij twee periodes in Maleisië. Hij kwam ook uit voor JCT FC, waarmee hij in 1997 landskampioen werd. Met het Indiaas voetbalelftal won hij onder meer drie keer het Zuid-Aziatisch kampioenschap voetbal en één keer de AFC Challenge Cup. Hij speelde in totaal 104 interlands.
In oktober 2010 richtte hij in Delhi de Bhaichung Bhutia Football Schools op in samenwerking met Carlos Queiroz en Nike. In augustus 2011 kondigde Bhutia zijn afscheid als international aan. Zijn afscheidswedstrijd was op 10 januari 2012 met het Indiaas voetbalelftal tegen Bayern München in het Jawaharlal Nehrustadion in Delhi.
Bhutia kreeg vanwege zijn voetbalprestaties meerdere onderscheidingen, waaronder de Arjuna Award en de Padma Shri. Er werd ook een stadion naar hem vernoemd, het Bhaichungstadion.